# Русская зима (лёгкая атлетика)
Ру́сская зима́ — международные соревнования по лёгкой атлетике в помещении.
Проводятся в Москве. Проводится под эгидой Всероссийской федерации легкой атлетики, поддерживается Росспортом. Входит в официальный календарь Международной ассоциации легкоатлетических федераций.
Одно из важнейших легкоатлетических соревнований России.
Первые соревнования прошли 7 февраля 1992 года. Всего состоялись 21 раз.